# قانون إدارة القطع الأثرية والتاريخ الثقافي 2015
قانون إدارة القطع الأثرية والتاريخ الثقافي 2015 هو قانون يُعرف بالرمز (SL 2015–170) أقرته جمعية كارولاينا الشمالية العامة في عام 2015. الوصف الذاتي للقانون هو:
| قانون إدارة القطع الأثرية والتاريخ الثقافي 2015 | إجراء لضمان المعاملة المحترمة للعلم الأمريكي وعلم نورث كارولينا من قبل وكالات الدولة والتقسيمات السياسية الفرعية الأخرى للولاية، لإنشاء قسم شؤون المحاربين القدامى كمركز مقاصة للتخلص من الأعلام البالية والممزقة والمتضررة، ولتوفير الحماية للآثار والنصب التذكارية لإحياء ذكرى الأحداث والأشخاص والخدمة العسكرية في تاريخ ولاية كارولينا الشمالية، ونقل عهدة بعض الوثائق التاريخية الموجودة في حوزة مكتب وزير الخارجية إلى إدارة الموارد الثقافية وتسهيل فرصة الجمهور للاطلاع على هذه الوثائق. | قانون إدارة القطع الأثرية والتاريخ الثقافي 2015 |

استنتج العديد من المراقبين أن الغرض من هذا التشريع هو حماية هذه الآثار الكونفدرالية، وهو استنتاج كان له آثار مهمة على الجدل العام الساخن المحيط بالنظام الأساسي. أي حظر كامل لإزالة الآثار.
كان القانون في الأخبار في عام 2018 لأن الحاكم روي كوبر دعا إلى إزالة ثلاثة آثار كونفدرالية على أساس مبنى الكابيتول بالولاية. نظرًا لأن القانون ينص على أنه «لا يجوز إزالة نصب تذكاري أو نصب تذكاري أو عمل فني مملوك للدولة أو نقله أو تغييره بأي شكل من الأشكال دون موافقة اللجنة التاريخية لكارولينا الشمالية»، فإنه من خلال إدارة ولاية كارولينا الشمالية في أرسلت الإدارة إلى المفوضية في سبتمبر 2017 طلبًا بالموافقة على الإزالة. في بيان صدر في 22 أغسطس 2018 وجدت اللجنة أن جزءًا آخر من القانون «موضوع إحياء للذكرى موجود في ممتلكات عامة لا يجوز إزالته نهائيًا» منعها من الموافقة على طلب الحاكم. دعا كوبر لاحقًا إلى إلغاء القانون.
قال مسؤولون من جامعة ولاية كارولينا الشمالية في تشابل هيل مرات عديدة إنهم يريدون إزالة سايلنت سام، وهو نصب تذكاري كونفدرالي يقع في مكان بارز عند المدخل الأصلي للحرم الجامعي، لكن هذا القانون يحظر عليهم القيام بذلك. أطاح المتظاهرون بالنصب التذكاري في 20 أغسطس 2018.